# Maria Abriani
Maria Maddalena Giovanna Giuseppina Anna Abriani (Mori, 26 gennaio 1889 – 1966) è stata una patriota italiana ricordata come eroina della Grande Guerra. È stata la prima donna ad essere insignita della medaglia d'argento al valor militare.

## Biografia
Maria Maddalena Giovanna Giuseppina Anna Abriani, figlia di Francesco ed Elvira Miorandi, è originaria di Besagno, frazione del comune trentino di Mori, dove nacque nel 1889 Condusse l‘esercito italiano nella parte alta della città di Ala, nel giardino oggi della Famiglia Piconi, affinché l‘esercito avesse una posizione di favore nella battaglia ingaggiata con la compagnia Standschutzen Ala/Pilcante appostata presso i terrazzamenti appartenenti oggi alla Famiglia Gatti.